# Härjadi
Härjadi es un pueblo ubicado en el municipio de Kadrina, en el condado de Lääne-Viru, Estonia.

## Superficie
Posee una superficie de 1,229 kilómetros cuadrados.

## Demografía
Hasta 2021 la población era de 25 habitantes, con una densidad de población de 20,34 habitantes por kilómetro cuadrado.